# 화담중학교
화담중학교는 경기도 화성시에 있는 공립 중학교이다.

## 학교 연혁
- 2025년 3월 1일 : 개교